# 日韓トップテンショー
『日韓トップテンショー』（にっかんトップテンショー、韓国名:韓日トップテンショー）は、大韓民国（韓国）の毎日放送（MBN）で製作・放送している音楽番組。本記事では前身番組の『日韓歌王戦』（にっかんかおうせん、韓国名:韓日歌王戦）及び同番組の日本版である『歌ウマ女王日韓決戦 JAPAN ROUND』（うたうまじょうおうにっかんけっせん じゃぱんらうんど、韓国名:韓日歌王戦ジャパンラウンド）についても併せて述べる。

## 概要
韓国の歌手が日本の歌手との間で歌で対決する。日本のベテラン歌手が登場したこともあり、2025年1月時点で松崎しげるや近藤真彦、中島美嘉などが出演している。

### 番組の開始に至るまで
韓国では20世紀前半（1910年から1945年まで）に当時の大日本帝国が大韓帝国（朝鮮半島）を併合及び統治していたことによる国民感情から、韓国国内への日本の大衆文化の流入は規制されており、1965年に韓国と日本の間で日本国と大韓民国との間の基本関係に関する条約（日韓基本条約）が締結され、両国間の国交が回復した後もこの規制は続いた。
1998年の日韓共同宣言にともない、日本映画や漫画などの韓国国内への流入が順次解禁され、2004年には日本の音楽ソフトの販売も開始された。しかし、韓国国内の地上波3大ネットワーク（韓国放送公社（KBS）・文化放送（MBC）・ソウル放送（SBS））での日本語による歌謡曲の放送は依然として、自主規制という形で継続したことから、「最後のタブー」とも呼ばれていた。
2009年に行われた李明博政権によるメディア関連3法の施行にともない、1980年に当時の全斗煥政権が実行した言論統廃合政策により規制されていた新聞社によるテレビ局の経営が29年ぶりに解禁されたことから、毎日経済新聞は2011年に毎日放送（MBN）を開局した。このテレビ局は前述の3局とは異なり、ケーブルテレビのチャンネルであるため、日本語歌謡曲の自主規制の影響は受けなかったことから、2024年4月に『日韓歌王戦』（韓国名:韓日歌王戦）の放送を5週間連続で行った。この番組の視聴率は平均で10.1%、最高で11%を獲得する大ヒットになったことから、『日韓歌王戦』を発展解消する形で『日韓トップテンショー』（韓国名:韓日トップテンショー）の放送がスタートした。

## 出演者

### 過去の出演者
2024年12月までは日韓共同プロジェクトであるトロット・ガールズ・ジャパンでの上位7人が日本代表として出演していた。
| 名前       | 出身地 | 出典   |
| ---------- | ------ | ------ |
| 東亜樹     | 福岡県 | [ 11 ] |
| 歌心りえ   | 栃木県 | [ 12 ] |
| かのうみゆ | 福岡県 | [ 13 ] |
| 住田愛子   | 山口県 | [ 13 ] |
| natsuco    | 千葉県 | [ 13 ] |
| 福田未来   | 東京都 | [ 13 ] |
| MAKOTO.    | 東京都 | [ 13 ] |

## 日本での放送

### 日韓歌王戦
- WOWOW（2024年4月16日 - 同月30日）[9][14]
- ABEMA（2024年4月16日）[9][14]
- BS日テレ（2025年6月1日 - 同年7月13日予定）[15][16]

## 歌ウマ女王日韓決戦 JAPAN ROUND
2024年12月、日本のフジテレビで『日韓歌王戦』日本版の収録が行われたことがMBNの親会社である毎日経済新聞から報じられた。
その後、2025年1月16日に『歌ウマ女王日韓決戦 JAPAN ROUND』の題名でフジテレビ系列にて放送された。MBNやトロット・ガールズ・ジャパンに加え、フジサンケイグループの番組制作会社であるNEXTEPなどが制作協力しており、日韓の人気歌手が出演した。
司会はお笑いコンビ・バナナマンの設楽統が務めた。

### スタッフ
- ナレーター：服部伴蔵門
- 編成企画：佐竹正任（フジテレビ）、加藤愛理（フジテレビ）
- 企画統括：水口昌彦
- 構成：松井洋介
- 技術：
  - TP：辻本豊
  - TD／SW：照井純一
  - CAM：片野裕史
  - AUD：盛田浩尉
  - VE：渋谷岳彦
  - PA：長谷川大輔
  - 照明：宗像徹馬
  - クレーン：石井秀明
- 美術プロデューサー：木村文洋
- デザイン：今長和宏
- 美術進行：横山勇
- 大道具：木村敬
- アクリル装飾：松本健
- 装飾：武田正邦
- 電飾：日下信二、須藤希
- LED：大高貢
- 小道具：横山公一
- CG：多田真子、油川拓磨
- スタイリスト：内田孝昭
- メイク：山田かつら
- ダンサー：gpSTUDIO
- 通訳：ヨン・ジミ、パク・ヘソン、M13、WonTheFull
- 編集：手塚友美、髙橋直人
- MA：阿部祥高
- 音効：小林功樹、西田有沙
- タイトル：グレートインターナショナル
- 衣装協力：ABISTE、moda Clea、yoshie inaba
- 技術協力：fmt、サンフォニックス、フジアール、東宝舞台、ヤマモリ、テレフィット、テルミック、マルチバックス、千葉洋行、スタジオヴェルト、TSP
- 広報：根本智史（フジテレビ）
- AD：梅山康晴、秋本奈穂
- AP：伊関麻由子、山田菜瑠、町田沙織
- キャスティングプロデューサー：小林靖子（エスエスシステム）、林田直子
- ディレクター：清水御冬、牛久英雄、前田信忠、山本しんじ、新井蘭
- FD：川名良和（合同会社フロアANDカンパニー）、長谷川栄治、備前真悟、市川良太
- 音楽監督：小林慶吾
- 演出：河上佳香
- 総合演出：石川陽
- プロデューサー：須藤景子、高杉祐一、尾谷亜貴崇
- チーフプロデューサー：秋葉英行
- ゼネラルプロデューサー：井口義朗
- 制作統括：堤康一
- 制作協力：CReA、NBN、nCH、トロット・ガールズ・ジャパン製作委員会、NEXTEP
- 制作著作：フジテレビ